# Kenz-Küstrow
Kenz-Küstrow – gmina w Niemczech, wchodząca w skład urzędu Barth w powiecie Vorpommern-Rügen, w kraju związkowym Meklemburgia-Pomorze Przednie.